# Thakurgaon Sadar
Thakurgaon Sadar (en bengali : ঠাকুরগাঁও সদর) est une upazila du Bangladesh dans le district de Rangpur. En 2011, on y dénombrait 581 227 habitants.